# شهر بن حوشب
شهر بن حوشب أبو سعيد الأشعري الشامي، من كبار علماء التابعين، وأحد رواة الحديث النبوي، مولى الصحابية أسماء بنت يزيد الأنصارية.

## سيرته
هو شهر بن حوشب الأشعري أبو سَعِيد، ويُقال: أَبُو عَبْد اللَّهِ، ويُقال: أبو عَبْد الرحمن، ويُقال: أبو الجعد، والشامي الحمصي، ويُقال: الدمشقي، مولى أسماء بنت يزيد بْن السكن الأَنْصارِيّة. ولد في خلافة عثمان بن عفان، وجعله الزركلي سنة 20 هـ الموافق سنة 641 م، وطلب العلم بعد الخمسين في أيام معاوية بن أبي سفيان، قرأ القرآن على عبد الله بن عباس، قال: «عرضت القرآن على ابن عباس سبع مرات»، وفد على بلال بن مرداس الفزاري بحولايا فأجازه بأربعة آلاف درهم فأخذها، وقدم على الحجاج بن يوسف الثقفي فحدّث بالعراق، وكان عالمًا عابدًا ناسكًا، لكن تكلم فيه جماعة بسبب قصة قيل أنه كان على بيت المال، فأخذ خريطة فيها دراهم فقيل فيه:
قال الذهبي أنه هذه القصة إسنادها منقطع، توفي سنة 111 هـ وقيل 112 هـ وقال الهيثم بن عدي وخليفة بن خياط بل سنة 100 هـ. وجعله الزركلي وفاته سنة 100 هـ الموافق 718 م.

## روايته للحديث النبوي
- كان يرسل عن بعض الصحابة، فأرسل عن بلال بن رباح، وأبي ذر الغفاري، وسلمان الفارسي.
- روى عن: تميم الداري، وثوبان مولى النبي، وجابر بن عبد الله بن عمرو بن حرام، وجرير بن عبد الله البجلي، وجندب بن عبد الله البجلي، وأبي سعيد الخدري، وسلمان الفارسي، وشمعون أبي ريحانة، وأبي أمامة الباهلي، وعبد الله بن عباس، وعبد الله بن عمر بن الخطاب، وعبد الله بن عمرو بن العاص، وعبد الرحمن بن غنم الأشعري، وعبد الملك بن عمير، وعمرو بن عبسة السلمي وقيل مرسلًا، وعنبسة بن أَبي سُفْيَان، وأبي إدريس الخولاني، وأبي ظبية الكلاعي، وأَبِي عُبَيد مولى النَّبِي، وأبي مالك الأشعري، وأبي هريرة، ومولاته أم سلمة أسماء بنت يزيد، وعائشة بنت أبي بكر، وأم حبيبة بنت أبي سفيان، وأم الدرداء الصغرى، وأم سلمة، وأم شريك الأنْصارِيّة.
- روى عنه: أبان بْن صالح، وأبان بْن صمعة، وإبراهيم بْن حنان الأزدي، وإبراهيم بْن عَبْد الرحمن الشيباني، وأشعث بن عبد الله بن جابر الحداني، وبديل بن ميسرة العقيلي، وبريد بن أبي مريم السلولي، وثابت البناني، وثعلبة بْن مسلم الخثعمي، وجعفر بْن أَبي وحشية، وحبيب بن أبي ثابت، وحجاج الأسود، وأَبُو معمر حفص بن أَبي حفص التميمي، والحكم بن أبان العدني، والحكم بن عتيبة، وحماد بْن جعفر البَصْرِيّ، وخالد الأثبج، وخالد الحذاء، وداود بن أبي هند، وراشد أبو مُحَمَّد الحماني، وزبيد اليامي، وزيد بن أبي أنيسة، وزيد العمي، وسَعِيد بْن عطية الليثي، وسماك بن حرب، وأَبُو ربيعة سنان بْن ربيعة الباهلي، وأَبُو المنهال سَيَّار بْن سلامة، وسَيَّار أَبُو الحكم، وشبيل بن عزرة الضبعي، وشمر بن عطية، وعاصم بن بهدلة، وعامر الأحول، وعبد الله بْن عَبْد الرحمن بْن أَبي حسين، وعَبْد اللَّهِ بْن عثمان بْن خثيم، وعَبْد الجليل بْن عطية، وعَبْد الحكم بن ذكوان السدوسي، وعبد الحميد بْن بهرام، وعبد الرحمن بْن ثابت بْن ثوبان، وعَبْد العزيز بْن صهيب البَصْرِيّ، وعَبْد العزيز بْن عُبَيد اللَّه بْن حمزة بْن صهيب، وعُبَيد الله بْن أبي زياد القداح، وعُبَيد الله بْن عَبْد الرحمن بْن موهب، وعُثْمَان بْن نويرة، وعطاء بن أبي رباح، وعقبة بْن عَبد اللَّهِ الرفاعي، وعلي بن زيد بن جدعان، وعوف الأعرابي، وغيلان بن جرير، والقاسم بْن مسلم اليشكري، وقتادة بن دعامة، وليث بن أبي سليم، ومحمد بن ذكوان، ومحمد بْن زيد العبدي، ومحمد بْن شبيب الزهراني، ومستقيم بْن عَبد المَلِك، ومطر الوراق، ومعاوية بن قرة المزني، ومقاتل بن حيان، وموسى بْن المُسَيَّب الثقفي، وميمون بن سياه البَصْرِيّ، وهشام بن عروة، وهلال بْن أَبي زينب، وأَبُو التياح يزيد بْن حميد الضُبَعِيّ، ويزيد بْن عَبد اللَّهِ الشيباني، وأَبُو بكر الهذلي، وأَبُو حريز قاضي سجستان، وأَبُو كعب صاحب الحرير، وأَبُو الورد بْن ثمامة بْن حزن القشيري.[1] والعلاء بن زيد أحد الوضَّاعين.[5]
- الجرح والتعديل: اختلف المُحدثون بين توثيقه وتركه، قال أحمد بن حنبل: «شهر ثقة، ما أحسن حديثه»، وقال محمد بن إسماعيل البخاري: «شهر حسن الحديث، وقوى أمره، إنما تكلم فيه ابن عون، ثم إنه روى عن رجل عنه»، وقال العجلي: «ثقة، وروى عباس، عن يحيى بن معين: شهر ثبت.»، وقال أبو زرعة الرازي: «لا بأس به»، وقال النسائي: «ليس بالقوي»، وقال ابن عدي: «لا يحتج به، ولا يتدين بحديثه»، وقال أبو حاتم الرازي: «ليس هو بدون أبي الزبير المكي، ولا يحتج به»، وقال عبد الله بن عون: «إن شهرًا تركوه» وقال أبو حفص الفلاس: «كان يحيى بن سعيد القطان لا يحدث عن شهر، وكان عبد الرحمن يحدث عنه»، وقال يعقوب بن شيبة: «شهر ثقة، طعن فيه بعضهم» وقال يعقوب بن سفيان: «شهر وإن تكلم فيه ابن عون، فهو ثقة»، وقال شعبة بن الحجاج: «أدركت شهر بن حوشب، وتركته عمدًا، لم آخذ عنه»، وقال الذهبي: «الرجل غير مدفوع عن صدق وعلم، والاحتجاج به مترجح». روى له مسلم بن الحجاج مقرونًا بغيره، وأصحاب السنن الأربعة.[4]